# プレスビオルニス
プレスビオルニス（Presbyornis）は、白亜紀最後期から始新世前期までの期間、ヨーロッパや南北アメリカに棲息していたカモ目の鳥類。
頭部の形状などは通常のカモに酷似するが、長い頚部と脚を持つのが特徴。この外見はカモというよりはある種の渉禽類に酷似したものであり、実際、発見当時はフラミンゴの仲間だとさえ考えられていた。
かつて湖岸の浅瀬であった地層でまとまった数の化石が発掘されることから、湖岸で大規模なコロニーを形成して暮らしていたものと推測されている。